# Список умерших в 1779 году
В этой статье представлен список известных людей, умерших в 1779 году.
См. также: Категория:Умершие в 1779 году

## Январь
- 3 января — Буржела, Клод — французский ученый-ветеринар, ипполог.
- 3 января — Бурман, Йоханнес — голландский биолог, ботаник, врач.
- 20 января — Гаррик, Дэвид